# Barranc de Masserof
El Barranc de Masserof o de la Cova Negra és un tributari del riu Xaló-Gorgos, i discorre íntegrament pel terme municipal de Xaló en direcció sud-nord. En l'anomenat Pla dels Barrancs s'ajunta amb la riera que baixa des de la Murta per a formar el Riuet de Cuta. Pren el nom d'el Masserof, una antiga alqueria, avui part del municipi de Xaló. El nom prové de l'àrab Al-Masrub que significa ‘canalitzat, drenat’. A l'aiguabarreig amb el Gorgos es van trobar traces d'un assentament de la darreria de l'edat del bronze.

## Afluents

### Riba dreta
- Barranquet de l'Aveixenc
- Barranquet dels Fleixos
- Barranquet de la Fonteta del Pare Antoni
- Barranquet dels Tarrassons
- Barranquet del Patica
- Barranquet del Baró
- Barranquet del Catany
- Barranquet dels Tallets
- Barranquet del Pistol
- Barranquet del Senent

### Riba esquerra
- Barranquet dels Furons
- Barranquet del Repelat